# Ốc vùng triều
Ốc vùng triều (Danh pháp khoa học: Littoraria) là một chi ốc biển trong họ Littorinidae. Đây là chi gồm nhiều loại ốc sinh sống ở vùng bãi triều

## Các loài
- Littoraria aberrans Philippi, 1846
- Littoraria ahenea Reid, 1986
- Littoraria albicans Metcalfe, 1852
- Littoraria angulifera Lamarck, 1822 - mangrove periwinkle
  - Littoraria angulifera hessei Boettger 1912
- Littoraria ardouiniana Heude, 1885
- Littoraria articulata Philippi, 1846
- Littoraria bengalensis Reid, 2001
- Littoraria carinifera Menke, 1830
- Littoraria cingulata Philippi, 1846
- Littoraria cingulifera Dunker, 1845
- Littoraria coccinea (Gmelin, 1791)
- Littoraria conica Philippi, 1846
- Littoraria delicatula Nevill, 1885
- Littoraria filosa (G.B. Sowerby I, 1832)
- Littoraria fasciata Sowerby, 1832
- † Littoraria flammea Philippi, 1847
- Littoraria flava King & Broderip, 1832
- Littoraria flavaosa King & Broderip, 1832
- Littoraria ianthostoma Stuckey & D.G. Reid, 2002
- Littoraria intermedia Philippi, 1846
- Littoraria irrorata Say, 1822 - marsh periwinkle
- Littoraria kraussi Rosewater, 1970
- Littoraria lutea Philippi, 1847
- Littoraria luteola Quoy & Gaimard, 1833
- Littoraria mauritiana Lamarck, 1822
- Littoraria melanostoma Gray, 1839
- Littoraria miodelicatula Oyama, 1950
- Littoraria nebulosa Lamarck, 1822 - cloudy periwinkle
- Littoraria obesa Gmelin, 1791
- Littoraria pallescens Philippi, 1846
- Littoraria philippiana Reeve, 1857
- Littoraria pintado Wood, 1820
  - Littoraria pintado pullata Carpenter, 1864
- Littoraria planaxis Philippi, 1846
- Littoraria punctata Philippi, 1846
- Littoraria rosewateri Reid, 1999
- Littoraria scabra Philippi, 1847
- Littoraria sinensis Philippi, 1847
- Littoraria strigata Philippi, 1846
- Littoraria subvittata Reid, 1986
- Littoraria sulculosa Philippi, 1846
- Littoraria tessellata Philippi, 1847
- Littoraria undulata Gray, 1839
- Littoraria varia Sowerby, 1832
- Littoraria variegata Souleyet, in Eydoux & Souleyet, 1852
- Littoraria vespacea Reid, 1986
- Littoraria zebra Donovan, 1825 - zebra periwinkle
- Littoraria glabrata Philippi, 1846: Littoraria coccinea glabrata (Philippi, 1846)